# Operación Diablo
Cuando la tierra llora: Operación diablo es una película documental peruana del año 2010, dirigida por Stephanie Boyd (Canadá, 1972), y producida por la asociación peruana Guarango Cine y Video. La película fue ganadora del Premio Internacional de Película Sobre Derechos Humanos del Festival Internacional de Cine de Berlín.

## Sinopsis
El documental narra la historia de vigilancia y persecución que sufre el sacerdote Marco Arana, y otros activistas ambientalistas de la ONG Grufides, por parte de la empresa privada de vigilancia Forza, contratada por una corporación aurífera norteamericana. Se muestran los registros fotográficos y de vídeo de todos sus movimientos. El nombre del documental hace referencia al sobrenombre con el que denominan al sacerdote "El diablo" por defender las comunidades andinas en la sierra norte del Perú de la empresa minera.
Argumento
Durante el año 2000 el sacerdote Marco Arana inició su lucha de apoyo a los campesinos de la región de Cajamarca en Perú. En ese contexto se vulneraron los derechos humanos y derechos ambientales en la región. El documental relata las amenazas que sufrieron por parte de las transnacionales mineras. Además, describe el operativo de espionaje que sufrió Marco Arana en el 20026 por parte de la empresa de seguridad relacionada con la minera. 

## Producción
El documental fue dirigido y producido por Stephanie Boyd. Además, cuenta con la participación del Sacerdote Marco Arana como protagonista y fue grabado en Cajamarca.
El documental fue grabado en HD y dura 70 minutos.

## Premios
El documental ganó el premio Internacional de Cine de Derechos Humanos, premio de origen ingles The International Human Rights Film Award, de la Fundación Cine por la Paz (Cinema for Peace Foundation) de Alemania. Esta premiación fue un evento paralelo al Festival de Cine de Berlin. El premio fue entregado por Bianca Jagger, actriz y activista nicaragüense. Cabe resaltar que Bianca participó dentro de la misión de observadores para las elecciones presidenciales de Alberto Fujimori en el año 2000.
Durante la premiación Marco Arana pidió a la Corte Interamericana de Derechos Humanos en La Haya que "se debe empezar a sancionar y procesar los crímenes ambientales cometidos por las empresas transnacionales".